# ملعب أطفال

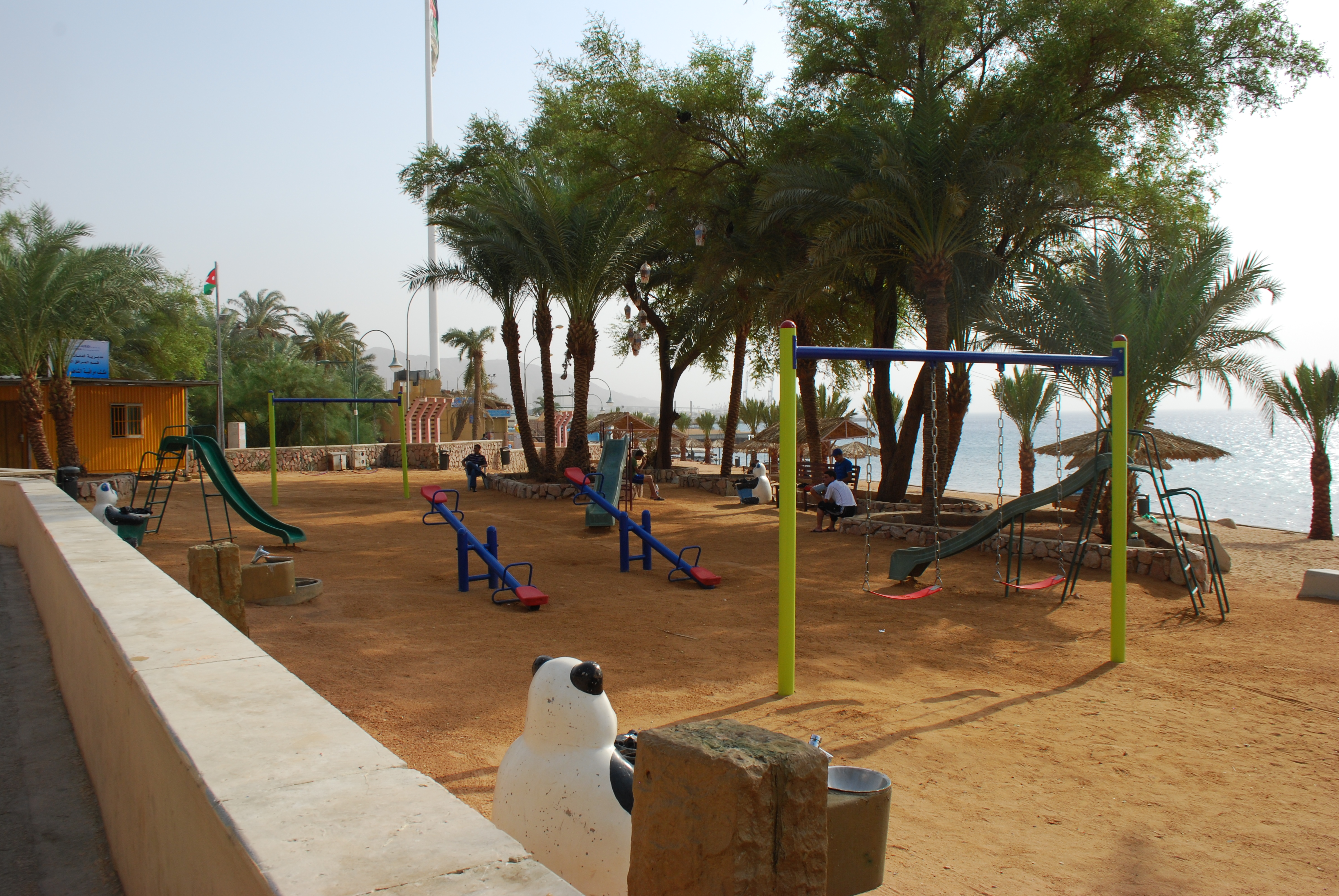
ملعب أطفال بمدينة العقبة الأردنية.

ملعب الأطفال أو ساحة لعب وهي منطقة مخصصة لاستمتاع وأمان الأطفال، ومجهزة بالألعاب المختلفة. غالباً ما تكون ملاعب الأطفال ضمن حدائق عامة أو قد تكون في حدائق خاصة أو داخل مدرسة أو قد يكون الملعب قائم بذاته.